# Wolfgang Lauerwald

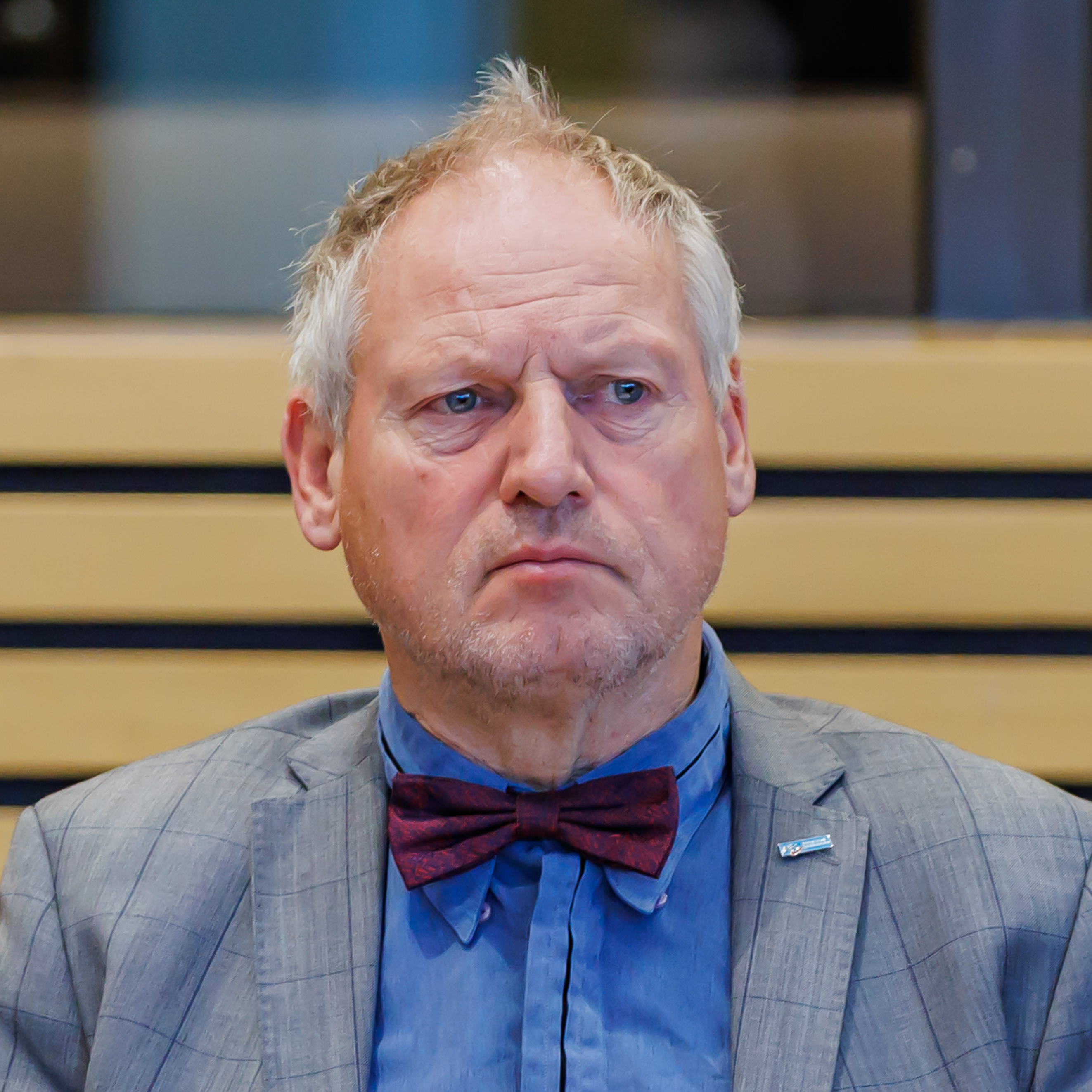
Lauerwald (2024)

Wolfgang Lauerwald (* 5. Mai 1955 in Erfurt) ist ein deutscher Arzt und Politiker der Alternative für Deutschland (AfD). Seit 2019 ist er Mitglied des Thüringer Landtags.

## Leben
1961 zog Lauerwald mit seinen Eltern von Erfurt nach Gera. Dort besuchte er von 1962 bis 1972 die Allgemeinbildende Polytechnische Oberschule Gera. Von 1972 bis 1975 machte er eine Berufsausbildung als Zerspanungsfacharbeiter mit Abitur beim VEB Wema Union Gera.
Nach dem Wehrdienst bei der Nationalen Volksarmee studierte er 1977 bis 1983 Humanmedizin an der Friedrich-Schiller-Universität Jena, schloss mit akademischem Grad Diplom-Mediziner ab. Von 1983 bis 1995 war Lauerwald Stations- und Oberarzt am Bezirkskrankenhaus Gera und am Kreiskrankenhaus Schleiz. Von 1995 bis 2013 war er Internist und Nephrologe in einer Gemeinschaftspraxis/ Dialyse in Gera. In dieser Zeit promovierte er zum Doctor medicinae an der Friedrich-Schiller-Universität Jena. Am 1. Januar 2016 trat er in den Ruhestand.
Lauerwald ist geschieden und hat vier Kinder.

## Politik
2013 wurde Lauerwald zunächst Fördermitglied, 2016 dann Vollmitglied der AfD. Seit August 2016 ist er Sprecher des AfD-Stadtverbands Gera, seit November 2017 ist er Mitglied im Kreisvorstand Gera-Jena-Saale-Holzland-Kreis. Im Mai 2019 wurde er in den Geraer Stadtrat gewählt, wo er dem Ausschuss für Bildung angehört. Im August 2019 nahm Lauerwald an einer Demonstration der Identitären Bewegung in Halle/Saale teil. Bei der Landtagswahl in Thüringen 2019 wurde er als Direktkandidat im Wahlkreis Gera II zum Abgeordneten des Thüringer Landtags gewählt. Bei der Landtagswahl in Thüringen 2024 verteidigte er das Direktmandat im Wahlkreis Gera II mit 43,6 % der Erststimmen, bei 36,7 % Landesstimmen.
Im Laufe der COVID-19-Pandemie nahm Lauerwald zu unterschiedlichen Zeiten unterschiedliche Standpunkte zur Gesundheitspolitik der Landesregierung ein. Am 28. April 2020 sagte er, die Vorbereitung auf einen schweren Pandemieverlauf sei sinnvoll gewesen und hätte früher erfolgen müssen. Am 23. Mai desselben Jahres nannte er den Lockdown unnötig. Durch ihn sei den Menschen in Thüringen schwerer Schaden zugefügt worden.
Lauerwald ist in den rechten Verein Miteinanderstadt Gera involviert. Der Verein und der Verein Unternehmer mit Herz des Unternehmers Peter Schmidt, der auch Mitorganisator der Demos gegen die Bundesregierung im Winter 2022/2023 in Gera war, sammelten in einer Weihnachtsaktion 2022 mit seiner Unterstützung Geld für ein Geraer Kinderheim. Elisabeth Kaiser von der SPD appellierte an den Heimbetreiber, das Geld nicht anzunehmen. Nachdem der Betreiber, die Heimbetriebsgesellschaft Gera die Spende ablehnte, gab Lauerwald öffentlich zu Bedenken, dass sich die „politischen Umstände“ ändern könnten und die Betreiber nicht aufs falsche Pferd setzten sollten.

## Veröffentlichungen
- Pharmakokinetische Untersuchungen unter CellCept-Therapie bei stabilen nierentransplantierten Patienten mit unterschiedlichen immunsuppressiven Regimen, Jena, Univ., Diss., 2005